# Mojo Pin
«Mojo Pin» — песня американского автора-исполнителя Джеффа Бакли с его дебютного студийного альбома Grace (1994).

## О композиции
«Mojo Pin» была написана Бакли в паре с музыкантом-мультиинструменталистом Гэри Лукасом. Первоначально это был инструментал Лукаса под названием «And You Will», вошедший в его альбом Level the Playing Field. 
При участии Бакли песня была доработана и исполнялась на концертах коллектива «Gods & Monsters» (даннюю версию можно услышать на сборнике Songs to No One 1991—1992).
Начав сольную карьеру, Джефф регулярно исполнял её на своих выступлениях. Впервые «Mojo Pin» была издана в акустической версии в 1993 году на мини-альбоме Live at Sin-é EP. Для записи своего дебютного альбома Grace Бакли значительно поработал над аранжировками к «Mojo Pin»; кроме того, из композиции было удалено продолжительное финальное гитарное соло. Запись проходила в Bearsville Recording Studio, Вудсток, Нью-Йорк, в конце 1993 года.
По словам Бакли, эта песня о мечте о темнокожей женщине: «Иногда, когда ты чувствуешь, что тебе нужно… вся вселенная говорит, что тебе нужна она, ты начинаешь смотреть её любимые телешоу ночами напролёт, начинаешь покупать ей какие-то вещи, начинаешь курить её ужасные сигареты, улавливаешь нюансы в интонации её голоса, спокойно спишь в подчас опасных местах… Это и называется „Mojo pin“». Композиция является психоделической мелодией с вкраплениями альтернативного рока, возрастающими по ходу песни. Зависимость от человека передаётся через причудливые картины лирики.
Концертное исполнение «Mojo Pin» иногда предварялось продолжительным вступлением под названием «Chocolate», в котором Джефф, подыгрывая себе на гитаре, подражал манере исполнения Нусрата Фатех Али Хана. Эта версия доступна в бокс-сете The Grace EPs и на концертном DVD Grace Around the World.